# Ouderkerkerlaan (tramhalte)

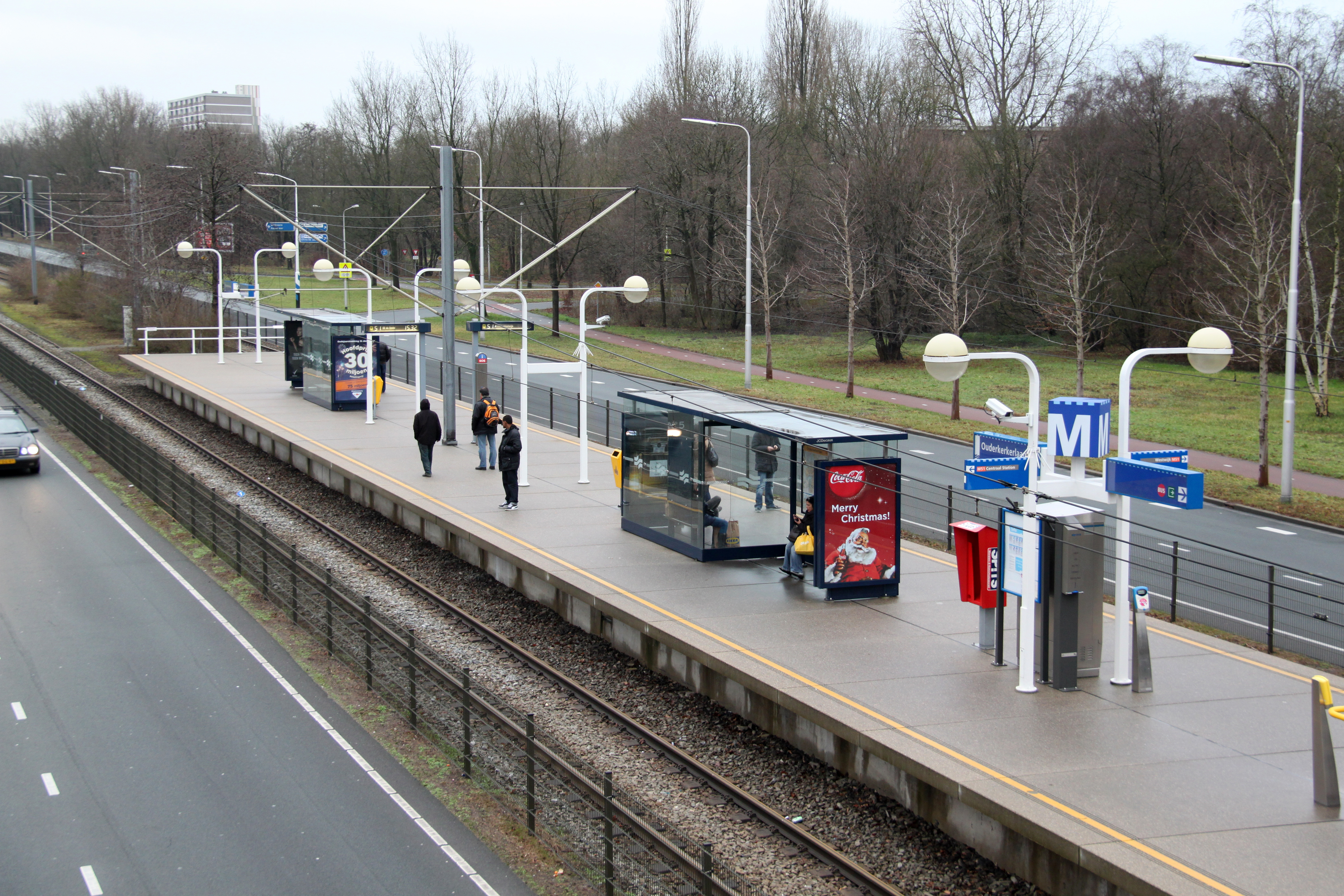
Halte Ouderkerkerlaan in 2011

Ouderkerkerlaan is een tramhalte van de Amsterdamse tram en voorheen sneltramhalte van de Amsterdamse metro in Amstelveen. Van 1990 tot 2019 stopte hier sneltram 51. De halte is op 13 december 2020 heropend voor de tramlijn 25 (Amsteltram).

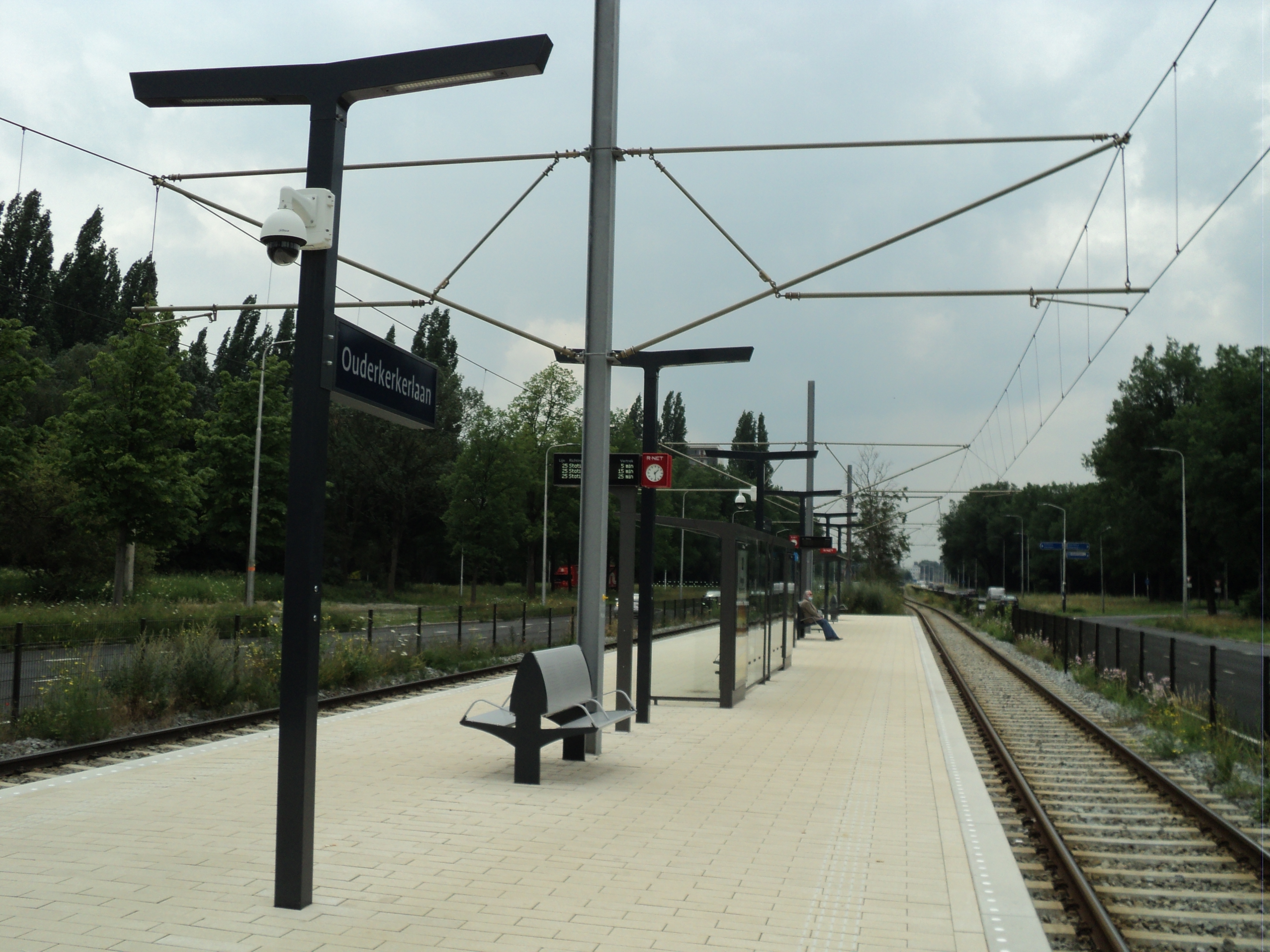
De nieuwe tramhalte in 2021

De halte heeft een eilandperron dat alleen aan de noordzijde met een lift en een trap bereikbaar is vanaf de Burgemeester Rijnderslaan, die de Beneluxbaan ter plaatse door middel van een viaduct kruist. De Ouderkerkerlaan waarna de halte is vernoemd ligt ten westen van de Beneluxbaan, waar deze aftakt van de Burgemeester Rijnderslaan.

## Verbouwing
In de plannen voor de vernieuwde Amstelveenlijn, die in 2020 gereed kwam en waarvan de werkzaamheden in voorjaar 2019 waren gestart is de halte Ouderkerkerlaan (in verbouwde vorm) blijven bestaan. Om ervoor te zorgen dat een reguliere, laagvloerse tram bij de halte kon stoppen werd het perron van de halte verlaagd tijdens de verbouwing. Door het opheffen van de oude sneltramhalte Amstelveen Centrum moest de halte Ouderkerkerlaan samen met halte Oranjebaan de lading reizigers opvangen die naar het Stadshart willen reizen. Op beide haltes kunnen reizigers met de bus naar het Stadshart verder reizen (bus 356 bij Ouderkerkerlaan en bus 300 bij Oranjebaan).
Centraal Station (NS) ·
Nieuwmarkt ·
Waterlooplein ·
Weesperplein ·
Wibautstraat ·
Amstelstation (NS) ·
Spaklerweg ·
Overamstel ·
Station RAI (NS) ·
Station Zuid (NS) ·
De Boelelaan / VU ·
A.J. Ernststraat ·
Van Boshuizenstraat ·
Uilenstede ·
Kronenburg ·
Zonnestein ·
Onderuit ·
Oranjebaan ·
Amstelveen Centrum ·
Ouderkerkerlaan ·
Sportlaan ·
Marne ·
Gondel ·
Meent ·
Brink ·
Poortwachter ·
Spinnerij ·
Sacharovlaan ·
Westwijk